# Зимброая
Зимброая (рум. Zâmbroaia) — село у повіті Прахова в Румунії. Входить до складу комуни Предял-Серарі.
Село розташоване на відстані 84 км на північ від Бухареста, 29 км на північ від Плоєшті, 64 км на південний схід від Брашова.

## Населення
За даними перепису населення 2002 року у селі проживали 219 осіб, усі — румуни. Усі жителі села рідною мовою назвали румунську.